# Mistrovství Československa v cyklokrosu 1972
Mistrovství Československa v cyklokrosu 1972 se konalo v neděli 13. února  1972 v Praze.
Délka závodu byla 22,94 km. Jeden závodní okruh měřil 2 820 m. Startovalo 39 závodníků, z toho čtyři z Francie, tři z Polska a tři z NDR.

## Přehled
| Poř.             | Jméno            | Čas        |
| Zlatá medaile    | Vojtěch Červínek | 1:02:54 h  |
| Stříbrná medaile | Miloš Fišera     | + 0:53 min |
| Bronzová medaile | Jiří Murdych     | + 1:02 min |
| 4                | Pavel Krejčí     | + 1:52 min |
| 5                | Čambal           | + 3:51 min |
| 6                | (POL) Wozniak    | + 4:25 min |